# Pseudoderopeltis dimidiata
Pseudoderopeltis dimidiata es una especie de cucaracha del género Pseudoderopeltis, familia Blattidae.

## Distribución
Esta especie se encuentra en Sudáfrica, Suazilandia y Mozambique.